# Holborn (wijk)
Holborn is een wijk in het Londense bestuurlijke gebied Camden, in de regio Groot-Londen.

## Geboren in Holborn
- Ann Radcliffe (1764-1823), romanschrijfster